# 1974 NBA Expansion Draft
Rozszerzający draft odbył się 20 maja 1974 r., z okazji przyjęcia do ligi NBA nowego klubu - New Orleans Jazz. Klub wybrał z pozostałych drużyn 14 zawodników.
| Zawodnik       | Pozycja | Narodowość        | Poprzednia drużyna      |
| -------------- | ------- | ----------------- | ----------------------- |
| Jim Barnett    | F       | Stany Zjednoczone | Golden State Warriors   |
| Walt Bellamy   | C-F     | Stany Zjednoczone | Atlanta Hawks           |
| John Block     | C-F     | Stany Zjednoczone | Kansas City-Omaha Kings |
| E.C. Coleman   | F       | Stany Zjednoczone | Houston Rockets         |
| Lamar Green    |         | Stany Zjednoczone | Phoenix Suns            |
| Nate Hawthorne |         | Stany Zjednoczone | Los Angeles Lakers      |
| Ollie Johnson  | F       | Stany Zjednoczone | Portland Trail Blazers  |
| Toby Kimball   | F       | Stany Zjednoczone | Philadelphia 76ers      |
| Steve Kuberski | F       | Stany Zjednoczone | Boston Celtics          |
| Stu Lantz      | G       | Stany Zjednoczone | Detroit Pistons         |
| Louie Nelson   |         | Stany Zjednoczone | Washington Bullets      |
| Curtis Perry   | F       | Stany Zjednoczone | Milwaukee Bucks         |
| Bud Stallworth | G       | Stany Zjednoczone | Seattle SuperSonics     |
| Bob Kauffman   | C-F     | Stany Zjednoczone | Buffalo Braves          |